# Ultrix
ULTRIX (nieoficjalnie również Ultrix) – wersja systemu operacyjnego UNIX dla minikomputerów firmy DEC.
Pierwsze implementacje systemu UNIX powstały właśnie na maszynach firmy DEC
(szczególnie znane to PDP-7 i PDP-11).
UNIX był też dostępny na maszynach VAX.
Na przykład UNIX System V Release 1 wydany w roku 1983 działał między innymi właśnie na VAX-ach.
Ale od roku 1978 specjalnie dla VAX-ów był napisany tylko system operacyjny VMS.
Pierwszą wersję ULTRIX-a wydano dopiero w roku 1984, gdy na podstawie BSD 4.2 oraz elementów
System V Release 2 został w firmie DEC specjalnie napisany dla systemów VAX.
Późniejsze wersje zawierały elementy z BSD 4.3 oraz miały obsługę sieci DECnet.
ULTRIX był również (jedynym) systemem operacyjnym dla stacji roboczych DECstation z procesorami MIPS R2000 i R3000 ze środowiskiem X Window System używającym interfejsu graficznego DECwindows.